# Lars Sjöström (konstnär)
Lars Sjöström, född 1942 i Växjö, är en svensk konstnär.
Lars Sjöström utbildade sig till och var verksam som biokemist och hade konsten som hobby men sadlade om till bildkonstnär på heltid. Han är surrealist och verksam inom den fantastiska realismen, med omväxlande kall eller dramatiskt varm kolorit. 
I skola hos Salvador Dali inhämtade Lars Sjöström många surrealistiska impulser som återspeglas i hans verk. Många av dukarna är påfallande stora 50 x 70 cm, och avbildar rymdobjekt, klot, tidsmaskiner, svarta hål och ofta obskyra porträtt knappt skönjbara skådande det kosmiska skeendet.  Det ursprungliga livet, embryon - springande ur folliklar eller ägg: ibland Kristus-gestalter, ibland nakna kvinnor i påfallande nedtonad kolorit.
Hans verk finns representerade på Smålands museum, Växjö, Västergötlands museum, Skara, Vänersborgs museum, Museo Maricel Sitges, National Museum Budapest, Norton museum Florida.

## Verklista (urval)
Många av verken är samtidigt utgivna som litografier med varierande antal upplagor från 50 till 260.
- "Ock Gud skapade kvinnan", olja på duk (1969)
- "Apocalyps", litografi
- "Budskap utifrån", (1973) olja på duk 70 x90 cm
- "Den kosmiska nollpunkten", olja på duk
- "På verklighetens tröskel" (1974), 154 pp monografi
- "Möte med evigheten", (1977) olja på duk 75 x90 cm
- "Evighetens afton", olja på duk
- "Någonstans", olja på duk
- "Surrealistiskt motiv", olja på duk 60 x 76 cm
- "Kosmisk konstruktion II", olja på duk 80 x 100 cm
- "Signal från okänd", olja på duk 80 x 60 cm
- "Silence of time", olja på duk 50 x 65 cm
- "Vision of another side of reality", olja på duk
- "Tidens port", offsettryck
- "Mikrokosmos födelse", olja på duk
- "Antimateria", (1972) olja på duk
- "Monument i kosmos", olja på duk 80 x 70 cm
- "Astral gryning" (1973), olja på duk 40 x 51cm
- "Surrealistiskt landskap", olja på duk 101 x 141 cm.